# بيتر ماركي زوي
بيتر ماركي زوي هو سياسي، اقتصادي، ومهندس كهربائي مجري. يشغل حالياً منصب عمدة مدينة هدمزوفازارهلي منذ 2018.